# Редкая Берёза
Редкая Берёза — поселок в Челно-Вершинском районе Самарской области в составе сельского поселения Сиделькино.

## География
Находится на расстоянии примерно 16 километров по прямой на север от районного центра села Челно-Вершины.

## История
Был основан в 1928 году.

## Население
Постоянное население составляло 67 человек (русские 37%, мордва 60%) в 2002 году, 45 в 2010 году.